# Талант-шоу
Тала́нт-шо́у (англ. talent show — «шоу талантів») — захід, на якому кожен охочий незалежно від віку чи фаху, може продемонструвати свої унікальні здібності — заспівати, станцювати, показати спритний трюк, володіння музичним інструментом тощо.

### Телебачення
З кінця 1940-х років талант-шоу стали визначним жанром телебачення. Після першої трансляції програми "Doorway to Fame" у 1947 році було створено безліч її варіацій. 
- Doorway to Fame (1947-1949)
- Hollywood Screen Test (1948-1953)
- The Original Amateur Hour (1948-1954)
- Opportunity Knocks (1949-1990)
- Chance of a Lifetime (1952-1955)
- NHK Nodo Jiman (з 1953 року)

#### Українські талант-шоу

Логотип одного з найперших та найтриваліших талант-шоу «Караоке на майдані» на українському телебаченні

- Караоке на Майдані
- Шанс
- Хочу бути зіркою
- Х-Фактор[2]
- Голос країни[3]
- Україна неймовірних людей[4]
- Танцюють всі[5]